# 정해남 (변호사)
정해남(鄭海南·1953년)은 형사/지적재산권/부동산/행정사건/공정거래를 주로 취급하는 법무법인 민주의 대표 변호사이다. 정해남은 1999년 9월 1일자로 수원지방법원 판사직을 명예퇴직하면서 "뇌사 판정이 날 경우 장기를 기증하고 남은 육신은 화장하며 재산은 1/3이상을 이웃사랑과 환경보호에 써달라"라는 유언장을 겸한 퇴임사를 밝혔다.1988년 6월 15원 법원의 소장 판사들이 중심이 되어 '대법원 전면 개편과 사법부 운영 쇄신'과 '반민주 악법 개폐를 촉구'하는 서명에 참가하기도 했다.

## 학력
- 경복고등학교(1972년 졸업)
- 서울대학교(1976년 졸업)
- 서울대학교 대학원 법학 석사(1978년 졸업)
- 미국 Southern Methodist University Dedman School of Law 석사(LL.M.)(1988년 졸업)

## 경력
- 사법시험 21회
- 1984년 마산지방법원 판사
- 1987년 광주지방법원 순천지원 판사
- 1989년 인천지방법원 판사
- 1992년 서울고등법원 판사
- 1992년 광주고등법원 판사 직무대리
- 1994년 ~ 1996년 헌법재판소 연구관 파견
- 1997년 광주지방법원 판사
- 1998년 수원지방법원 부장판사
- 2006년 헌법재판소 사무처장[3]